# Konik Morski Rewala
Konik Morski Rewala – rozgrywany od 1985 r. w Rewalu międzynarodowy festiwal szachowy, organizowany w okresie wakacyjnym, w którym corocznie w kilku grupach turniejowych uczestniczy kilkuset szachistów, w tym również arcymistrzowie. Pierwsze osiem edycji odbyło się w latach 1985–1992, następnie przez kolejnych 12 lat turniej nie był organizowany, a od 2004 r. odbywa się cyklicznie każdego roku.

## Zwycięzcy turniejów
| Lp | Rok  | Zawodnicy                                                             |
| -- | ---- | --------------------------------------------------------------------- |
| 1  | 1985 | Krzysztof Strzelecki                                                  |
| 2  | 1986 | Safet Terzić                                                          |
| 3  | 1987 | Kazimierz Zawada                                                      |
| 4  | 1988 | Michał Praszak                                                        |
| 5  | 1989 | Roman Dąbek                                                           |
| 6  | 1990 | Robert Kula                                                           |
| 7  | 1991 | Dominik Pędzich                                                       |
| 8  | 1992 | Stefan Löffler                                                        |
| 9  | 2004 | Witalij Koziak, Vincent Colin, Aleksander Czerwoński                  |
| 10 | 2005 | Wołodymyr Małaniuk, Ołeh Kaninin, Dawid Janaszak                      |
| 11 | 2006 | Ralf Åkesson, Gerhard Schebler, Aleksander Miśta                      |
| 12 | 2007 | Jakub Czakon                                                          |
| 13 | 2008 | Andrej Żyhałka                                                        |
| 14 | 2009 | Radosław Jedynak, Krzysztof Chojnacki, Natalia Popowa, Dawid Janaszak |
| 15 | 2010 | Łukasz Cyborowski                                                     |
| 16 | 2011 | Łukasz Cyborowski, Kamil Klim                                         |
| 17 | 2012 | Marcin Sieciechowicz                                                  |
| 18 | 2013 | Wołodymyr Małaniuk                                                    |
| 19 | 2014 | Witalij Siwuk                                                         |